# Johan August Odelius
Johan August Odelius, född 7 mars 1846 i Edåsa, död 10 december 1919 i Kvänum, var en svensk skollärare och klockare i Norra Vånga församling. Han arbetade även som harmoniumtillverkare mellan 1882 och 1897. Han hade 1897 byggt omkring 60 stycken harmonium.
Odelius lärde ut att bygga harmonium till Sanfrid Ljungqvist (1872–1950) som grundade företaget S. Ljungqvist Orgelfabrik.

## Biografi
Odelius föddes 7 mars 1846 i Edåsa och var son till hemmansbrukaren Anders Johansson och Stina Magnusdotter. År 1875 blev han skollärare, organist och klockare i Skredsvik. År 1876 blev Odelius skollärare i Norra Vånga landskommun. 1918 flyttade familjen till Kvänum.